# Coccorchestes verticillatus
Coccorchestes verticillatus är en spindelart som beskrevs av Balogh 1980. Coccorchestes verticillatus ingår i släktet Coccorchestes och familjen hoppspindlar. Inga underarter finns listade i Catalogue of Life.